# Понятовские
Понятовские — польские дворянский и княжеский род.
На коронационном сейме (1764), братья короля Станислава-Августа Понятовского — Казимир (1721—1780), Анджей (1734—1773), Михаил-Ежи (1736—1794) возведены в потомственное княжеское достоинство.

## Происхождение и история княжеского рода
Род, вероятно, имеет связь с итальянской  династией Торелли — согласно семейной истории, около 1629 года Джузеппе (Giuseppe Salinguerra Torelli, 1608—1678) вошёл в семью Понятовских, женившись на Софии, дочери и наследнице владетеля местечка Понятова (Плоцкой губернии) Альберта Понятовского.
От их внуков Игнатия и Станислава Понятовских пошли две ветви, из которых первая, владея поместьями на Украине, не играла важной роли в истории Польши. К Понятовским другой ветви (герба Циолек) принадлежат:

## Известные представители рода
- Адам Понятовский
- Понятовский, Анджей (1734—1773) — князь Священной Римской империи, генерал-лейтенант (1760) и фельдмаршал (1771) австрийской армии.
- Понятовский, Казимир (1721—1800) — государственный и военный деятель Речи Посполитой.
- Понятовский, Михаил Ежи (1736—1794) — последний примас Первой Речи Посполитой с 1784 года, член Тарговицкой конфедерации, масон.
- Понятовский, Станислав (1676) (1676—1762) — кастелян Кракова.
- Станислав Август Понятовский (1732—1798) — последний польский король и великий князь литовский.
- Станислав Понятовский (1754—1833) — князь, литовский подскарбий.
- Понятовский, Станислав Францевич[пол.] (1884—1945) — польский этнограф и антрополог.
- Понятовский, Щенсный Адамович (1857—1936) — член Государственной думы Российской империи I созыва от Волынской губернии.
- Понятовский, Юзеф (1763—1813) — польский князь, племянник Станислава Августа Понятовского, полководец.
- Понятовский, Юзеф Михаил (1816—1873) — польский композитор, певец и дипломат.
- Понятовска, Элена (1932—?) — мексиканская писательница, журналистка, политический активист.

Также рассматривается вероятность того, что отцом Анны Петровны (1757—1759), дочери великой княгини Екатерины Алексеевны (будущей Екатерины II), был любовник Екатерины, будущий король Польши Станислав Понятовский, — и таким образом, Анна возможно тоже принадлежала к роду Понятовских[Даже то, что её отец Понятовский, ещё не делает автоматом её Понятовской; она — Романова]. Её признал своей законной дочерью супруг Екатерины — великий князь Пётр Фёдорович (будущий Пётр III), но двор сомневался в его отцовстве.

## Дворяне Понятовские
Кроме княжеской фамилии Понятовских, существует другой, не княжеский род того же имени (вероятно, что это дворяне Понятовские, родственники короля Станислава-Августа, не пожалованные княжеским достоинством).

### Известные представители
- Понятовский Фабиан — секретарь короля Станислава-Августа Понятовского.
- Понятовские: Антон и Викентий — упоминаются в записках короля Станислава-Августа Понятовского.
- Понятовский Август Иосифович — поступивший из поручиков Смоленского драгунского полка тем же чином в лейб-гусарский полк (14 июня 1830), назначен адъютантом к великому князю Михаилу Павловичу и уволенный за болезнью (08 октября 1841) с чином полковника[1].